# Mandan, North Dakota
Mandan är administrativ huvudort i Morton County i North Dakota. Orten har fått sitt namn efter indianstammen. Enligt 2020 års folkräkning hade Mandan 24 206 invånare. I närheten av staden finns Fort Abraham Lincoln.

## Kända personer från Mandan
- George F. Shafer, politiker